# Nel sole
«Nel sole» es una canción compuesta por Al Bano, Pino Massara y Vito Pallavicini, e interpretada por Al Bano. La canción marcó su primer éxito comercial y lanzó su carrera como cantante. El sencillo alcanzó el primer lugar durante cuatro semanas en el hit parade italiano, y vendió alrededor de un millón y medio de copias. La canción da nombre a una película, Nel sole, dirigida por Aldo Grimaldi y protagonizada por el mismo Al Bano y su entonces esposa Romina Power.

## Listado de pistas
- Sencillo de 7" – MQ 2085

1. "Nel Sole" (Albano Carrisi, Pino Massara, Vito Pallavicini) – 3:50
2. "Pensieri" P "33" (Luciano Beretta, Monegasco, Rossella Conz) – 3:01